# New Burnside (Illinois)
New Burnside es una villa ubicada en el condado de Johnson en el estado estadounidense de Illinois. En el Censo de 2010 tenía una población de 211 habitantes y una densidad poblacional de 77,37 personas por km².

## Geografía
New Burnside se encuentra ubicada en las coordenadas 37°34′42″N 88°46′24″O / 37.57833, -88.77333. Según la Oficina del Censo de los Estados Unidos, New Burnside tiene una superficie total de 2.73 km², de la cual 2.71 km² corresponden a tierra firme y (0.76%) 0.02 km² es agua.

## Demografía
Según el censo de 2010, había 211 personas residiendo en New Burnside. La densidad de población era de 77,37 hab./km². De los 211 habitantes, New Burnside estaba compuesto por el 95.73% blancos, el 0% eran afroamericanos, el 0.95% eran amerindios, el 0.47% eran asiáticos, el 0% eran isleños del Pacífico, el 0% eran de otras razas y el 2.84% pertenecían a dos o más razas. Del total de la población el 1.42% eran hispanos o latinos de cualquier raza.